# Памятник Николаю Шмиту
Па́мятник Никола́ю Шми́ту — памятник-барельеф участнику революции 1905 года и члену РСДРП Николаю Шмиту. Открыт 9 декабря 1971 года в сквере в Шмитовском проезде. Авторами проекта являются скульпторы Геннадий Дмитриевич Распопов, В. И. Юдин и архитектор Г. П. Карибов. В 1992-м получил статус объекта культурного наследия регионального значения.
Памятник представляет собой облицованный гранитными плитами куб. На одной из его граней изображён профиль революционера из бронзы. На другой находится медная табличка с надписью: «Шмит Николай Павлович, студент-революционер, активный участник подготовки Декабрьского вооруженного восстания 1905 г. на Пресне. 13 февраля 1907 г. был зверски убит царской охранкой в Бутырской тюрьме».